# لارس بوهینن
لارس بوهینن (نروژی: Lars Bohinen؛ زادهٔ ۸ سپتامبر ۱۹۶۹) بازیکن سابق و مربی فوتبال اهل نروژ است.
وی در تیم ملی فوتبال نروژ ۴۹ بازی انجام داده است و عضو این تیم در جام جهانی فوتبال ۱۹۹۴ بوده است.